# Gran Premio del Canada 1979
Il Gran Premio del Canada 1979 è stata la quattordicesima prova della stagione 1979 del Campionato mondiale di Formula 1. Si è corsa domenica 30 settembre 1979 sul Circuito di Montréal. La gara è stata vinta dall'australiano Alan Jones su Williams-Ford Cosworth; per il vincitore si trattò del quinto successo nel mondiale. Ha preceduto sul traguardo il canadese Gilles Villeneuve su Ferrari e lo svizzero Clay Regazzoni anch'egli su Williams-Ford Cosworth.

## Vigilia

### Sviluppi futuri
Jackie Stewart declinò l'offerta fattagli dalla Brabham di rientrare come pilota nella stagione 1980. Il pilota scozzese si era ritirato dalle competizioni al termine della stagione 1973. Gli organizzatori del Circuito di Zolder confermarono che anche per il 1980 il Gran Premio del Belgio si sarebbe tenuto sul loro tracciato e non sul Circuito di Spa-Francorchamps. Il consorzio Copersucar ribadì la sua volontà di abbandonare la sponsorizzazione della Fittipaldi al termine della stagione. La scuderia brasiliana, a sua volta, annunciò di voler rimanere nelle competizioni, correndo col proprio nome.
In merito ai movimenti tra i piloti per la stagione 1980 Carlos Reutemann venne ingaggiato dalla Williams, mentre Clay Regazzoni era dato vicino alla firma con l'Alfa Romeo.

### Aspetti tecnici
Il circuito venne leggermente modificato alle curve 2-3 e 13-14.
La Brabham abbandonò i motori Alfa Romeo e per gli ultimi due gran premi della stagione si affidò ai più competitivi Cosworth. La scuderia di Bernie Ecclestone fece inoltre esordire il modello BT49. Sul rollbar della Tyrrell affidata a Daly venne montata una telecamera al fine di consentire le riprese televisive dalla vettura durante la gara. La Wolf impiegò il modello WR9.

### Aspetti sportivi
La Tyrrell schierò tre vetture: oltre ai soliti Didier Pironi e Jean-Pierre Jarier venne iscritta una vettura anche per Derek Daly, che già aveva corso con la scuderia britannica in Austria. Anche la Fittipaldi iscrisse una nuova vettura, per il brasiliano Alex-Dias Ribeiro, che mancava dal Gran Premio del Giappone 1977, corso con una March, anche se aveva disputato il Gran Premio Dino Ferrari, non valido per il mondiale, il 16 settembre, sempre con la Fittipaldi.
La presenza di 30 iscritti costrinse gli organizzatori a prevedere delle prequalifiche, alle quali avrebbero dovuto partecipare anche le due Alfa Romeo. Questa soluzione venne però giudicata non congrua dalla casa milanese, che minacciò di non prendervi parte. L'Alfa fece reclamo contro la decisione e chiese anche un risarcimento di 300.000 dollari per danno morale agli organizzatori. Inoltre la scuderia italiana aveva anche il sostegno della FISA.

## Qualifiche

### Resoconto
Dopo la prima sessione di prove libere, dove aveva ottenuto il diciottesimo tempo, Niki Lauda annunciò il suo ritiro immediato dalle corse, per dedicarsi alla sua compagnia aerea, la Lauda Air, tanto che abbandonò subito il circuito e si trasferì in California, presso gli stabilimenti della McDonnell Douglas, una delle più grandi compagnie statunitensi specializzate nella costruzioni di aeromobili.
Lauda aveva corso 114 gran premi iridati, con 17 successi (più due vittorie non titolate), 24 pole, 16 giri veloci e si era laureato campione del mondo piloti nel 1975 e 1977 con la Ferrari. Il pilota austriaco venne sostituito da Ricardo Zunino, pilota argentino all'esordio in F1, presente a Montreal come spettatore. L'argentino era già stato avvicinato all'ingaggio con la scuderia di Bernie Ecclestone per il 1980, così come ne era stato prospettato l'impiego nel Gran Premio Dino Ferrari, gara non valida per il campionato mondiale, del 16 settembre.
L'austriaco dichiarò:
Nella sessione i migliori furono i due piloti della Williams, Alan Jones (in 1'30"625) e Clay Regazzoni, che precedevano Jacques Laffite e Gilles Villeneuve.
Non prese parte alle prove l'Alfa Romeo. Successivamente si giunse a un compromesso in cui alla casa venne concesso di partecipare alle prove del sabato ma con una sola vettura. Venne così scelto il solo Bruno Giacomelli, che però declino l'invito adducendo la non perfetta preparazione della vettura, dovuta all'assenza di prove libere. Fu così Vittorio Brambilla a prenderne il posto.
Si confermò Alan Jones, che ottenne la sua seconda pole, e che precedette Gilles Villeneuve; la seconda fila fu di Clay Regazzoni, con l'altra Williams e Nelson Piquet con la Brabham-Ford Cosworth. Laffite, Pironi e le due Renault, precedevano Scheckter, nono. Héctor Rebaque riuscì a qualificare la vettura che portava il suo nome, per la prima e unica volta, al ventiduesimo posto. Keke Rosberg, per un incidente nelle prove, dovette ritirarsi dalle qualifiche.

### Risultati
Nella sessione di qualifica si è avuta questa situazione:
| Pos | Nº | Pilota                | Costruttore              | Tempo    | Griglia |
| --- | -- | --------------------- | ------------------------ | -------- | ------- |
| 1   | 27 | Alan Jones            | Williams-Ford Cosworth   | 1'29"892 | 1       |
| 2   | 12 | Gilles Villeneuve     | Ferrari                  | 1'30"554 | 2       |
| 3   | 28 | Clay Regazzoni        | Williams-Ford Cosworth   | 1'30"768 | 3       |
| 4   | 6  | Nelson Piquet         | Brabham-Ford Cosworth    | 1'30"775 | 4       |
| 5   | 26 | Jacques Laffite       | Ligier-Ford Cosworth     | 1'30"820 | 5       |
| 6   | 3  | Didier Pironi         | Tyrrell-Ford Cosworth    | 1'31"941 | 6       |
| 7   | 15 | Jean-Pierre Jabouille | Renault                  | 1'32"103 | 7       |
| 8   | 16 | René Arnoux           | Renault                  | 1'32"116 | 8       |
| 9   | 11 | Jody Scheckter        | Ferrari                  | 1'32"280 | 9       |
| 10  | 1  | Mario Andretti        | Lotus-Ford Cosworth      | 1'32"651 | 10      |
| 11  | 2  | Carlos Reutemann      | Lotus-Ford Cosworth      | 1'32"682 | 11      |
| 12  | 9  | Hans-Joachim Stuck    | ATS-Ford Cosworth        | 1'32"858 | 12      |
| 13  | 4  | Jean-Pierre Jarier    | Tyrrell-Ford Cosworth    | 1'33"065 | 13      |
| 14  | 29 | Riccardo Patrese      | Arrows-Ford Cosworth     | 1'33"090 | 14      |
| 15  | 14 | Emerson Fittipaldi    | Fittipaldi-Ford Cosworth | 1'33"297 | 15      |
| 16  | 25 | Jacky Ickx            | Ligier-Ford Cosworth     | 1'33"355 | 16      |
| 17  | 7  | John Watson           | McLaren-Ford Cosworth    | 1'33"362 | 17      |
| 18  | 36 | Vittorio Brambilla    | Alfa Romeo               | 1'33"378 | 18      |
| 19  | 5  | Ricardo Zunino        | Brabham-Ford Cosworth    | 1'33"511 | 19      |
| 20  | 8  | Patrick Tambay        | McLaren-Ford Cosworth    | 1'33"603 | 20      |
| 21  | 17 | Jan Lammers           | Shadow-Ford Cosworth     | 1'34"102 | 21      |
| 22  | 31 | Héctor Rebaque        | Rebaque-Ford Cosworth    | 1'34"129 | 22      |
| 23  | 18 | Elio De Angelis       | Shadow-Ford Cosworth     | 1'34"256 | 23      |
| 24  | 33 | Derek Daly            | Tyrrell-Ford Cosworth    | 1'34"301 | 24      |
| NQ  | 30 | Jochen Mass           | Arrows-Ford Cosworth     | 1'34"365 | NQ      |
| NQ  | 22 | Marc Surer            | Ensign-Ford Cosworth     | 1'34"747 | NQ      |
| NQ  | 20 | Keke Rosberg          | Wolf-Ford Cosworth       | 1'35"061 | NQ      |
| NQ  | 19 | Alex-Dias Ribeiro     | Fittipaldi-Ford Cosworth | 1'36"901 | NQ      |
| NQ  | 24 | Arturo Merzario       | Merzario-Ford Cosworth   | 1'37"590 | NQ      |

## Gara

### Resoconto
Gilles Villeneuve scattò al via molto bene, portandosi in testa davanti a Alan Jones, Clay Regazzoni, Nelson Piquet, Didier Pironi e Jacques Laffite. Nei primi tre giri Didier Pironi venne infilato prima da Laffite poi da Mario Andretti.
All'ottavo giro Nelson Piquet superò Regazzoni e si portò sul podio virtuale dietro Villeneuve e Alan Jones. Laffite si ritirò per un guasto al motore al giro 10; nelle retrovie fu autore di una lunga rimonta Jody Scheckter che, dodicesimo al termine del primo giro, si portò sino in quinta posizione, dopo soli quattordici giri. Il sudafricano fu però costretto a una sosta ai box per cambiare gli pneumatici che lo fece ripiombare nelle parti arretrate della classifica. Dietro ai primi quattro si trovava così Carlos Reutemann, seguito da Mario Andretti e Didier Pironi. Al 23º giro Reutemann si ritirò per la rottura di una sospensione.
Scheckter, dopo la sosta, inanellò un'altra serie di sorpassi e si riportò in settima posizione, davanti a Vittorio Brambilla e Jacky Ickx. Al giro 53 ci fu la svolta della gara: Alan Jones sfruttò un piccolo tentennamento di Villeneuve al tornante prima dei box, e passò così in testa.
Negli ultimi giri il canadese tentò di avvicinarsi a Jones, ma senza successo. L'australiano conquistò così la quarta vittoria stagionale. Piquet perse invece il terzo posto negli ultimi giri a causa della rottura del cambio. Salì così sul podio Clay Regazzoni, per la ventottesima e ultima volta nel mondiale di F1. Anche Andretti, in zona punti fino al giro 66, fu costretto al ritiro per la mancanza di carburante.

### Risultati
I risultati del gran premio furono i seguenti:
| Pos | No | Pilota                | Costruttore              | Giri | Tempo/Ritiro                  | Pos. Griglia | Punti |
| --- | -- | --------------------- | ------------------------ | ---- | ----------------------------- | ------------ | ----- |
| 1   | 27 | Alan Jones            | Williams-Ford Cosworth   | 72   | 1h52'06"892                   | 1            | 9     |
| 2   | 12 | Gilles Villeneuve     | Ferrari                  | 72   | +1"080                        | 2            | 6     |
| 3   | 28 | Clay Regazzoni        | Williams-Ford Cosworth   | 72   | +1'13"656                     | 3            | 4     |
| 4   | 11 | Jody Scheckter        | Ferrari                  | 71   | +1 giro                       | 9            | 3     |
| 5   | 3  | Didier Pironi         | Tyrrell-Ford Cosworth    | 71   | +1 giro                       | 6            | 2     |
| 6   | 7  | John Watson           | McLaren-Ford Cosworth    | 70   | +2 giri                       | 17           | 1     |
| 7   | 5  | Ricardo Zunino        | Brabham-Ford Cosworth    | 68   | +4 giri                       | 17           |       |
| 8   | 14 | Emerson Fittipaldi    | Fittipaldi-Ford Cosworth | 67   | +5 giri                       | 15           |       |
| 9   | 17 | Jan Lammers           | Shadow-Ford Cosworth     | 67   | +5 giri                       | 21           |       |
| 10  | 1  | Mario Andretti        | Lotus-Ford Cosworth      | 66   | Mancanza di benzina           | 10           |       |
| Rit | 6  | Nelson Piquet         | Brabham-Ford Cosworth    | 61   | Cambio                        | 4            |       |
| Rit | 36 | Vittorio Brambilla    | Alfa Romeo               | 52   | Alimentazione                 | 18           |       |
| Rit | 25 | Jacky Ickx            | Ligier-Ford Cosworth     | 47   | Cambio                        | 16           |       |
| Rit | 4  | Jean-Pierre Jarier    | Tyrrell-Ford Cosworth    | 33   | Motore                        | 13           |       |
| Rit | 33 | Derek Daly            | Tyrrell-Ford Cosworth    | 28   | Motore                        | 24           |       |
| Rit | 31 | Héctor Rebaque        | Rebaque-Ford Cosworth    | 26   | Telaio                        | 22           |       |
| Rit | 15 | Jean-Pierre Jabouille | Renault                  | 24   | Freni                         | 7            |       |
| Rit | 18 | Elio De Angelis       | Shadow-Ford Cosworth     | 24   | Iniezione                     | 23           |       |
| Rit | 2  | Carlos Reutemann      | Lotus-Ford Cosworth      | 23   | Sospensione                   | 11           |       |
| Rit | 29 | Riccardo Patrese      | Arrows-Ford Cosworth     | 20   | Testacoda                     | 14           |       |
| Rit | 8  | Patrick Tambay        | McLaren-Ford Cosworth    | 19   | Motore                        | 20           |       |
| Rit | 16 | René Arnoux           | Renault                  | 14   | Collisione con H-J. Stuck     | 8            |       |
| Rit | 9  | Hans-Joachim Stuck    | ATS-Ford Cosworth        | 14   | Collisione con R.Arnoux       | 12           |       |
| Rit | 26 | Jacques Laffite       | Ligier-Ford Cosworth     | 10   | Motore                        | 5            |       |
| NQ  | 30 | Jochen Mass           | Arrows-Ford Cosworth     |      |                               |              |       |
| NQ  | 22 | Marc Surer            | Ensign-Ford Cosworth     |      |                               |              |       |
| NQ  | 20 | Keke Rosberg          | Wolf-Ford Cosworth       |      |                               |              |       |
| NQ  | 19 | Alex-Dias Ribeiro     | Fittipaldi-Ford Cosworth |      |                               |              |       |
| NQ  | 24 | Arturo Merzario       | Merzario-Ford Cosworth   |      |                               |              |       |
| SP  | 5  | Niki Lauda            | Brabham-Ford Cosworth    |      | Ritirato dopo le prove libere |              |       |

## Classifiche

### Piloti
| Pos. | Pilota                | Punti |
| ---- | --------------------- | ----- |
| 1    | Jody Scheckter        | 51    |
| 2    | Gilles Villeneuve     | 44    |
| 3    | Alan Jones            | 40    |
| 4    | Jacques Laffite       | 36    |
| 5    | Clay Regazzoni        | 29    |
| 6    | Patrick Depailler     | 20    |
| 7    | Carlos Reutemann      | 20    |
| 8    | Jean-Pierre Jarier    | 14    |
| 9    | Mario Andretti        | 14    |
| =    | John Watson           | 14    |
| 11   | René Arnoux           | 11    |
| 12   | Didier Pironi         | 10    |
| 13   | Jean-Pierre Jabouille | 8     |
| 14   | Niki Lauda            | 4     |
| 15   | Nelson Piquet         | 3     |
| 16   | Jacky Ickx            | 3     |
| 17   | Jochen Mass           | 3     |
| 18   | Riccardo Patrese      | 2     |
| 19   | Emerson Fittipaldi    | 1     |

### Costruttori
| Pos. | Team                     | Punti |
| ---- | ------------------------ | ----- |
| 1    | Ferrari                  | 104   |
| 2    | Williams-Ford Cosworth   | 75    |
| 3    | Ligier-Ford Cosworth     | 61    |
| 4    | Lotus-Ford Cosworth      | 39    |
| 5    | Tyrrell-Ford Cosworth    | 24    |
| 6    | Renault                  | 20    |
| 7    | McLaren-Ford Cosworth    | 15    |
| 8    | Brabham-Alfa Romeo       | 7     |
| 9    | Arrows-Ford Cosworth     | 5     |
| 10   | Fittipaldi-Ford Cosworth | 1     |